# James Nelson-Joyce
James Nelson-Joyce (* 1989 in Liverpool) ist ein britischer Schauspieler. 

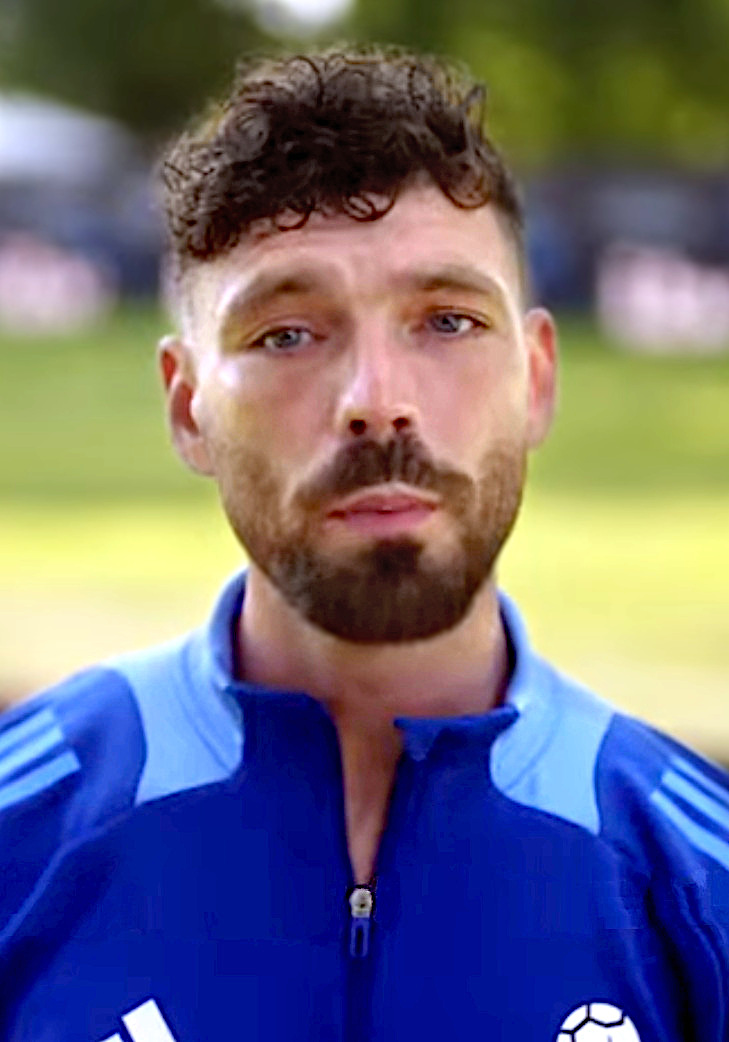
James Nelson-Joyce (2025)

## Leben und Karriere
Nelson-Joyce stammt aus einer Arbeiterfamilie und wurde in Liverpool geboren. Er hat Legasthenie, was ihm während der Schulzeit nicht bewusst war, und beendete diese ohne einen GSCE-Abschluss. Er hatte erwartet, wie sein Vater Baustellenarbeiter zu werden. Nach einer Bestleistung in einer mündlichen Englischprüfung aber riet ihm eine Lehrerin, Schauspielerei auszuprobieren, und ihn an das City of Liverpool College schickte. Anschließend ging er zur Italia Conti Academy of Theatre Arts in London. Am College entdeckte er durch Empfehlungen von Mitstudenten wie This Is England und The Street von Jimmy McGovern Darstellungen der Arbeiterklasse im Fernsehen und Schauspieler ähnlichen Hintergrunds wie Stephen Graham. Als Nelson-Joyce einmal in einem Restaurant zufällig Graham begegnete, stellte er sich als Fan vor.
Ab 2013 trat er in ersten Episodenrollen in Fernsehserien auf. 2017 spielte er in der Miniserie Little Boy Blue erstmals neben Graham, der ihn wiedererkannte und ihm Kontakt zu seiner Agentin Jane Epstein verschaffte. Nelson-Joyce wurde bekannt dafür, hauptsächlich Rollen als „harter Kerl“ und Krimineller wie Drogendealer/-bosse oder Gangmitglied zu verkörpern, unter anderem in den Serien The Outlaws und The Responder. Auch spielte er häufig wieder mit Graham, darunter 2021 in der ersten Staffel der Gefängnis-Anthologieserie Time von McGovern mit Graham und Sean Bean in den führenden Hauptrollen. 2025 spielte er sowohl neben Graham als auch Bean Serienhauptrollen, in A Thousand Blows und in This City Is Ours respektive. Unter der Regie von Lena Headey spielte er zunächst 2019 in ihrem Kurzfilm The Trap und dann 2023 in der The Trap. In dem Jahr war er auch als einer der Kriminellen in Das Gold über den größten Goldraub Englands zu sehen und drehte seine erste führende Filmhauptrolle als Drogendealer, der frisch aus dem Gefängnis entlassen wird, in Reputation, der 2024 auf Festivals gezeigt wurde.

## Filmografie
- 2013: Shameless (Fernsehserie, 1 Episode)
- 2013: Casualty (Fernsehserie, 1 Episode)
- 2014: Cilla (Miniserie, 2 Episoden)
- 2015: No Offence (Fernsehserie, 1 Episode)
- 2016: Vera – Ein ganz spezieller Fall (Vera, Fernsehserie, 1 Episode)
- 2016: Mount Pleasant (Fernsehserie, 8 Episoden)
- 2017: Little Boy Blue (Miniserie, 4 Episoden)
- 2019: The Virtues (Miniserie, 1 Episode)
- 2019: The Rook (Fernsehserie, 1 Episode)
- 2019: The Trap (Kurzfilm)
- 2019: World on Fire (Fernsehserie, 1 Episode)
- 2020: The Nest – Alles zu haben ist nie genug (The Nest)
- 2020: Brothers by Blood
- 2021: Innocent (Fernsehserie, 2 Episoden)
- 2021: Time (Anthologieserie, Staffel 1, 3 Episoden)
- 2021: The Outlaws (Fernsehserie, 6 Episoden)
- 2022: The Responder (Fernsehserie, 2 Episode)
- 2022: Industry (Fernsehserie, 2 Episoden)
- 2023: The Family Pile (Fernsehserie, 6 Episoden)
- 2023: Das Gold (Fernsehserie, 3 Episoden)
- 2023: A Town Called Malice (Fernsehserie, 2 Episoden)
- 2023: Der Pakt (Guy Ritchie’s The Covenant)
- 2023: The Trap
- 2024: Bird
- 2024: Reputation
- 2024: Strike (Fernsehserie, 3 Episoden)
- 2025: A Thousand Blows (Fernsehserie, 6 Episoden)
- 2025: This City Is Ours (Fernsehserie, 8 Episoden)
- 2025: Black Mirror (Anthologieserie, 7x04)
- 2025: Suspect: The Shooting of Jean Charles de Menezes (Miniserie, 1 Episode)